# Superpuchar Portugalii w piłce siatkowej mężczyzn (2021)
Superpuchar Portugalii w piłce siatkowej mężczyzn 2021 – 25. edycja rozgrywek o Superpuchar Portugalii rozegrana 2 października 2021 roku w Pavilhão Municipal de Santo Tirso w Santo Tirso. W meczu o Superpuchar udział wzięły dwa kluby: mistrz Portugalii w sezonie 2020/2021 – SL Benfica oraz zdobywca Pucharu Portugalii w tym sezonie – Sporting CP.
Po raz jedenasty zdobywcą Superpucharu Portugalii został klub SL Benfica.

## Drużyny uczestniczące
| Drużyna     | Osiągnięcia w sezonie 2020/2021 |
| ----------- | ------------------------------- |
| SL Benfica  | mistrzostwo Portugalii          |
| Sporting CP | zdobycie Pucharu Portugalii     |

## Mecz
Sobota, 2 października 2021 – 17:00 (UTC+1) • Pavilhão Municipal de Santo Tirso, Santo Tirso
Widzów: 1200
Czas trwania meczu: 147 minut
Sędziowie: Pedro Pinto i Nuno Teixeira
| SL Benfica         | 3:2                                        | Sporting CP         |
| Hugo Gaspar 22 pkt | (23:25, 25:21, 25:23, 30:32, 15:12) raport | Paulo Victor 23 pkt |

| Poz.                 | Nr | Zawodnik               | 1           | 2           | 3           | 4           | 5           | Pkt |
| -------------------- | -- | ---------------------- | ----------- | ----------- | ----------- | ----------- | ----------- | --- |
| P                    | 1  | Rapha                  | 7 cztery    | 8 pięć      | 7 cztery    | 8 pięć      | 5 dwa       | 16  |
| Ś                    | 4  | Peter Wohlfahrtstätter | 8 pięć      | 9 sześć     | 8 pięć      | 9 sześć     | 9 sześć     | 11  |
| A                    | 8  | Hugo Gaspar            | 9 sześć     | 4 jeden     | 9 sześć     | 4 jeden     | 7 cztery    | 22  |
| Ś                    | 9  | Marc-Anthony Honoré    | 5 dwa       | 6 trzy      |             | 4 pusty     | 4 pusty     | 1   |
| R                    | 17 | Tiago Violas           | 6 trzy      | 7 cztery    | 6 trzy      | 7 cztery    | 4 jeden     | 4   |
| P                    | 18 | André Aleixo           | 4 jeden     | 5 dwa       | 4 jeden     | 5 dwa       | 8 pięć      | 21  |
| L                    | 7  | Ivo Casas              | L           | L           | L           | L           | L           |     |
| Zmiany               |    |                        |             |             |             |             |             |     |
| P                    | 3  | André Lopes            | 10 zmiana1  |             |             | 4 pusty     | 10 zmiana1  |     |
| R                    | 6  | Bernardo Westermann    | 17 zmiana8  | 17 zmiana8  | 17 zmiana8  | 17 zmiana8  | 17 zmiana8  | 3   |
| P                    | 10 | Pablo Natan            | 18 zmiana9  |             |             | 23 zmiana14 | 4 pusty     |     |
| A                    | 11 | Aaro Nikula            | 26 zmiana17 | 26 zmiana17 | 26 zmiana17 | 26 zmiana17 | 26 zmiana17 | 2   |
| Ś                    | 14 | Lucas França           |             | 18 zmiana9  | 5 dwa       | 6 trzy      | 6 trzy      | 10  |
| Nie weszli na boisko |    |                        |             |             |             |             |             |     |
| L                    | 2  | Bernardo Silva         |             |             |             | 4 pusty     | 4 pusty     |     |
| Ś                    | 16 | Flávio Soares          |             |             |             | 4 pusty     | 4 pusty     |     |
| Trener               |    |                        |             |             |             |             |             |     |
| Marcel Matz          |    |                        |             |             |             |             |             |     |

| Poz.                 | Nr | Zawodnik              | 1          | 2          | 3           | 4          | 5          | Pkt |
| -------------------- | -- | --------------------- | ---------- | ---------- | ----------- | ---------- | ---------- | --- |
| P                    | 2  | Tiago Pereira         | 6 trzy     | 4 jeden    | 7 cztery    | 6 trzy     | 4 pusty    | 7   |
| Ś                    | 4  | Victor Hugo           | 7 cztery   | 5 dwa      | 8 pięć      | 7 cztery   | 16 zmiana7 | 14  |
| A                    | 5  | Paulo Victor          | 8 pięć     | 6 trzy     | 9 sześć     | 8 pięć     | 8 pięć     | 23  |
| R                    | 7  | Thiago Gelinski       | 5 dwa      | 9 sześć    | 6 trzy      | 5 dwa      | 5 dwa      | 1   |
| P                    | 10 | Robinson Dvoranen     | 9 sześć    | 7 cztery   | 4 jeden     | 9 sześć    | 9 sześć    | 8   |
| Ś                    | 13 | Tiago Barth           | 4 jeden    | 8 pięć     | 5 dwa       | 4 jeden    | 4 jeden    | 14  |
| L                    | 17 | João Fidalgo          | L          | L          | L           | L          | L          |     |
| Zmiany               |    |                       |            |            |             |            |            |     |
| Ś                    | 6  | Kelton Tavares        |            |            |             | 16 zmiana7 | 4 pusty    |     |
| R                    | 16 | Frederico Santos      | 14 zmiana5 | 14 zmiana5 | 16 zmiana7  | 4 pusty    | 4 pusty    |     |
| P                    | 18 | Thomas Douglas-Powell | 16 zmiana7 | 16 zmiana7 | 19 zmiana10 | 11 zmiana2 | 6 trzy     | 5   |
| Ś                    | 20 | Joaquín Gallego       |            |            |             | 13 zmiana4 | 7 cztery   | 4   |
| Nie weszli na boisko |    |                       |            |            |             |            |            |     |
| R                    | 1  | Hugo Vinha            |            |            |             | 4 pusty    | 4 pusty    |     |
| L                    | 11 | Gil Meireles          |            |            |             | 4 pusty    | 4 pusty    |     |
| P                    | 14 | Rafael Cavalcanti     |            |            |             | 4 pusty    | 4 pusty    |     |
| Trener               |    |                       |            |            |             |            |            |     |
| Gerson Amorim        |    |                       |            |            |             |            |            |     |

## Statystyki meczowe
| BEN | STATYSTYKI        | SPO |
| 118 | MAŁE PUNKTY       | 113 |
| 74  | ATAK              | 69  |
| 10  | BLOK              | 6   |
| 6   | SERWIS            | 1   |
| 28  | BŁĘDY PRZECIWNIKA | 37  |

## Wyjściowe ustawienie drużyn
| André Honoré Violas Raphael Wohlfahrtstätter Gaspar Casas Tiago Barth Gelinski Pereira Victor Hugo Paulo Victor Dvoranen Fidalgo |